# Copa de Honduras
La Copa de Honduras fue el mayor torneo de fútbol de eliminación en Honduras. El primer torneo fue jugado en 1968, cuatro años más tarde, se realizó la segunda edición que ahora fue llamada «Copa Presidente», en honor a Ramón Ernesto Cruz, sin embargo, Oswaldo López Arellano decidió cambiar su nombre y la llamó «Copa Jefe de Estado». 20 años más tarde, se jugó la tercera edición. De 1992 a 1994, el torneo fue disputado como una competencia separada del torneo de liga que se jugaba de junio a agosto. 
De 1995 a 1999, al ganador de la primera fase del torneo de liga se le consideraba campeón de la Copa de Honduras; después de varios años el torneo volvió con la iniciativa de Juan Orlando Hernández bajo el nombre de «Copa Presidente» en el 2015, con la participación de los 10 clubes afiliados a la Liga Nacional de Fútbol de Honduras, 27 equipos afiliados a la Liga de Ascenso de Honduras y 27 equipos de la Liga Mayor de Fútbol de Honduras.

## Sistema de competencia
La Copa Presidente se disputa de la siguiente manera:
- Los juegos de la primera fase se disputan a un solo partido. En total son 32 partidos los que se disputan en esta primera ronda, entre clubes de la Primera, Segunda y Tercera División del fútbol hondureño, y de estas 32 llaves clasifican la misma cantidad de equipos a la siguiente fase, o sea, 32.

- En la segunda fase se enfrentan los 32 equipos que lograron salir victoriosos de la fase previa. Se utiliza el mismo formato de solo un partido por llave, y al final son 16 equipos los que acceden a la tercera fase, que de igual manera se disputa a un solo partido.

- La cuarta fase del torneo tiene a los 8 equipos que lograron superar la tercera fase, y con un formato de cuartos de final estos 8 equipos se enfrentan en partidos de ida y vuelta, buscando alcanzar la instancia de semifinales.

- En las semifinales se enfrentan los últimos cuatro equipos que restan del torneo, y con el mismo formato de ida y vuelta pelean por alcanzar la final.

- En el cotejo final se enfrentan los únicos 2 equipos que logran superar la primera, segunda, tercera, cuarta y quinta fase. Ambos equipos buscan llevarse el título, disputando un partido único en una sede neutral. En caso de que exista un empate en los 90 minutos, se recurre a los alargues, cada uno de 15 minutos. Si el empate persiste, el campeón se define mediante los tiros desde el punto penalti.

## Historial
| Edición          | Campeón          | Resultado        | Subcampeón       | D.T. Campeón              | Nota(s)                     |
| Copa de Honduras | Copa de Honduras | Copa de Honduras | Copa de Honduras | Copa de Honduras          | Copa de Honduras            |
| ---------------- | ---------------- | ---------------- | ---------------- | ------------------------- | --------------------------- |
| 1968             | CD Motagua       | 2-2 (2-1 p.)     | Real España      | Rodolfo Godoy             |                             |
| 1969-71          | No se disputó    | No se disputó    | No se disputó    | No se disputó             |                             |
| 1972             | Real España      | —                | CD Marathón      | José de la Paz Herrera    | Campeón definido por puntos |
| 1973-91          | No se disputó    | No se disputó    | No se disputó    | No se disputó             |                             |
| 1992             | Real España      | 2-0 / 2-2        | CD Victoria      | Flavio Ortega             |                             |
| 1993             | Real Maya        | 2-0 / 3-3        | CD Motagua       | Miguel Escalante          |                             |
| 1994             | CD Marathón      | 3-2              | Real Maya        | Hernán García Martínez    |                             |
| 1995             | CD Olimpia       | —                | CD Motagua       | Francisco Sá              | Campeón definido por puntos |
| 1996             | Platense FC      | —                | CD Victoria      | Alberto Domingo Romero    | Campeón definido por puntos |
| 1997             | Platense FC      | —                | CD Motagua       | Jorge Dubanced            | Campeón definido por puntos |
| 1998             | CD Olimpia       | —                | CD Motagua       | Julio González Montemurro | Campeón definido por puntos |
| 1999-2014        | No se disputó    | No se disputó    | No se disputó    | No se disputó             |                             |
| Copa Presidente  |                  |                  |                  |                           |                             |
| 2015             | CD Olimpia       | 3-1              | Platense FC      | Héctor Vargas             |                             |
| 2015-16          | Juticalpa FC     | 2-1              | Real España      | Wilmer Cruz               |                             |
| 2017             | CD Marathón      | 3-0              | CD Gimnástico    | Manuel Keosseian          |                             |
| 2018             | Platense FC      | 2-1              | Real España      | Carlos Humberto Martínez  |                             |
| 2019-Act.        | No se disputa    | No se disputa    | No se disputa    | No se disputa             |                             |

## Palmarés
| Club          | Títulos | Subtítulos | Años de los campeonatos | Años de los subcampeonatos |
| ------------- | ------- | ---------- | ----------------------- | -------------------------- |
| Platense FC   | 3       | 1          | 1996, 1997, 2018        | 2015                       |
| CD Olimpia    | 3       | –          | 1995, 1998, 2015        |                            |
| Real España   | 2       | 3          | 1972, 1992              | 1968, 2015-16, 2018        |
| CD Marathón   | 2       | 1          | 1994, 2017              | 1972                       |
| CD Motagua    | 1       | 4          | 1968                    | 1993, 1995, 1997, 1998     |
| Real Maya     | 1       | 1          | 1993                    | 1994                       |
| Juticalpa FC  | 1       | –          | 2015-16                 |                            |
| CD Victoria   | –       | 2          | 1992, 1996              |                            |
| CD Gimnástico | –       | 1          |                         | 2017                       |